# Piano Solos (for Friends and Loved Ones)
Piano Solos (for Friends and Loved Ones) è il l'ottavo album di Howard Jones, pubblicato dall'etichetta discografica dTox Records, di proprietà di Jones, il 28 aprile 2003.
L'album contiene tracce suonate al pianoforte, ed è in vendita esclusivamente via internet sul sito dtox.co.uk
Nel gennaio 2007 è stato pubblicato Piano Solos 2 (for Friends and Loved Ones) in edizione limitata a 1000 copie.

## Tracce
1. Rough Day
2. After Steg
3. For Jan
4. Mila's Sleeptime
5. For Rosie
6. For Sadia
7. For Giovanni and Tina
8. For Daisaku Ikeda
9. New Year Present